# Jägerkaserne Galina
Die Jägerkaserne Galina (auch kurz Galina-Kaserne) war eine etwas mehr als zwanzig Jahre lang genutzte Kaserne des österreichischen Bundesheeres in der Vorarlberger Gemeinde Nenzing. Benannt war die Kaserne nach dem Fluss Galina, der in unmittelbarer Nähe des Kasernenareals in die Ill mündet.
Die Gebäude des vormaligen Motels wurden im Jahr 2012 endgültig abgerissen, weshalb heute am Standort der ehemaligen Kaserne nichts mehr an die militärische Nutzung des Areals erinnert.

## Geschichte
Das etwas mehr als 7 Hektar große Gelände der späteren Jägerkaserne, das zwischen der stark befahrenen damaligen Bundesstraße (Vorarlberger Straße B 190) und der Bahnlinie (Bahnstrecke Lindau–Bludenz) im sogenannten Galinawald gelegen ist, wurde im Jahr 1975 mit einem Motel bebaut. Im Jahr 1981 erwarb der Bund die Liegenschaft samt dem dortigen Gebäudebestand des Motels zum Zweck der Ansiedlung des Bundesheeres im Walgau. Die Abteilung für staatlichen Hochbau im damaligen Bundesministerium für Bauten und Technik adaptierte in weiterer Folge die Motel-Gebäude für die Nutzung als Bundesheer-Kaserne.
Ab 1985 wurde in der Galina-Kaserne schließlich eine Infanterieeinheit (daher auch der Name Jägerkaserne) des Bundesheers untergebracht, im Anschluss diente sie als Unterbringungsort von Versorgungseinrichtungen des Heeres. Von 1986 bis 1989 wurde in der Nachbargemeinde Bludesch die Walgau-Kaserne als Großkaserne neuen Typs errichtet, wodurch die Bedeutung der Galina-Kaserne als Bundesheer-Standort im Walgau deutlich zurückging. Mit dem Jahr 1990 begann der Bund, die Kasernengebäude zur Unterbringung von Flüchtlingen infolge der Jugoslawienkriege zu nutzen. Erst 1997 endete diese Zwischennutzung als Flüchtlingsunterbringungseinrichtung und das Bundesheer konnte die Kaserne wieder als Ausbildungszentrum und Landwehrlager nutzen.
Im Jahr 2003 endete schließlich die militärische Nutzung der Galina-Kaserne endgültig. Im östlichen Teilbereich des ehemaligen Kasernengeländes errichtete das Land Vorarlberg einen Hubschrauberlandeplatz zur Stationierung eines Rettungshubschraubers (Christophorus 8, betrieben vom Österreichischen Bergrettungsdienst in Kooperation mit dem Christophorus Flugrettungsverein). Ab 2004 mietete die Caritas Österreich die verbliebenen Kasernengebäude an, um in diesen im Rahmen der Flüchtlingshilfe erneut Flüchtlinge unterzubringen. 2009 erwarb die Gemeinde Nenzing die verbliebene Liegenschaft vom Bund. Die Nachnutzung als Flüchtlingsunterkunft der Caritas dauerte schließlich bis zum Jahr 2011, als diese den Mietvertrag mit der Gemeinde auslaufen ließ und den Standort schloss. Im Jahr 2012 veräußerte die Gemeinde die nunmehr unbebauten Grundstücke an unterschiedliche Unternehmen, um Ansiedlungen im neu ausgewiesenen Betriebsgebiet Galina zu ermöglichen.